# Parafia Niepokalanego Serca Najświętszej Maryi Panny w Bukowie
Parafia pw. Niepokalanego Serca Najświętszej Maryi Panny w Bukowie – parafia rzymskokatolicka należąca do dekanatu Polanów, diecezji koszalińsko-kołobrzeskiej, metropolii szczecińsko-kamieńskiej. Została utworzona 4 sierpnia 1989. Siedziba parafii mieści się w Bukowie pod numerem 32.

## Miejsca kultu

### Kościół parafialny
Kościół pw. Niepokalanego Serca Najświętszej Maryi Panny w Bukowie został zbudowany w latach 1988–1989.

### Kościoły filialne i kaplice
- Kościół pw. Niepokalanego Serca Najświętszej Maryi Panny w Komorowie[1]
- Kościół pw. św. Wojciecha w Ratajkach[1]
- Kościół pw. Trójcy Świętej w Sownie[1]

## Proboszczowie
- ks. Jerzy Bąk (1989–2002)[1]
- ks. Jan Sosnowski (od 2002)[1]